# Jean Tild
Jean Tild, nom de plume de Charles Théophile Dreyfous, est un dessinateur, critique littéraire et artistique français né le 30 janvier 1875 à Paris et mort le 12 mars 1960 à Nogent-sur-Marne.

## Biographie
Charles Théophile Dreyfous est le fils de Maurice Dreyfous, homme de lettres, et de Joséphine Bella Louise Mantoux.
Il épouse en 1926, Marie-Anastasie Béguin (1883-1963), couturière.
Il meurt à Nogent-sur-Marne le 12 mars 1960.

## Publications
- Goya, 1921.
- Manuel général de l'amateur d'art. Peinture et dessins, 1920.
- Notes sur Willette, 1909.
- Les grandes figures de l'humanité, avec Paul Souchon, Paris, Hachette, 1923.

## Récompenses et distinctions
- Prix Georges-Dupau en 1952.
- Prix Montyon en 1947 pour L'abbé Grégoire.
- Officier d'académie en 1903.